# Pro Patria et Libertate Unione degli Sports Bustesi 1935-1936
Questa pagina raccoglie le informazioni riguardanti la Pro Patria et Libertate nelle competizioni ufficiali della stagione 1935-1936.

## Stagione
In casa bustocca il commissario Francesco Castiglioni accetta la carica di presidente e gestisce al meglio la prima stagione nel terzo livello calcistico nazionale. 
I biancoblù sono da battere a tutti i costi, ogni campo è ostile, ogni partita una battaglia. La squadra molto rinnovata è affidata al tecnico polacco Adolfo Mora Maurer, fatica a tenere il passo delle migliori, arriverà undicesima con 26 punti in classifica, tre punti sopra la zona retrocessione. In evidenza Massimiliano Zandali autore di 14 reti.

## Rosa
| N. |                   | Ruolo | Calciatore             |
| -- | ----------------- | ----- | ---------------------- |
|    | Italia (bandiera) | D     | Giuseppe Arnoldi       |
|    | Italia (bandiera) | C     | Davide Barboni         |
|    | Italia (bandiera) | D     | Ernesto Borra          |
|    | Italia (bandiera) | A     | Mario Ceriani          |
|    | Italia (bandiera) | A     | Gioacchino Cortese     |
|    | Italia (bandiera) | C     | Mario Crespi (I)       |
|    | Italia (bandiera) | D     | Giancarlo Crespi (III) |
|    | Italia (bandiera) | D     | Fabio Del Bianco       |
|    | Italia (bandiera) | P     | Natale Erbinovi        |
|    | Italia (bandiera) | D     | Attilio Fizzotti       |
|    | Italia (bandiera) | C     | Angelo Giani           |
|    | Italia (bandiera) | C     | Bruno Grampa           |
|    | Italia (bandiera) | D     | Pio Mara               |

| N. |                   | Ruolo | Calciatore           |
| -- | ----------------- | ----- | -------------------- |
|    | Italia (bandiera) | A     | Emilio Massironi     |
|    | Italia (bandiera) | P     | Gino Merlo           |
|    | Italia (bandiera) | A     | Giancarlo Ottolina   |
|    | Italia (bandiera) | D     | Piero Reguzzoni      |
|    | Italia (bandiera) | C     | Alfonso Rogora       |
|    | Italia (bandiera) | A     | Pietro Sassi         |
|    | Italia (bandiera) | C     | Antonio Severi       |
|    | Italia (bandiera) | P     | Bonifacio Smerzi     |
|    | Italia (bandiera) | A     | Pietro Giovanni Toja |
|    | Italia (bandiera) | A     | Gustavo Tremolada    |
|    | Italia (bandiera) | D     | Pasquale Viganò      |
|    | Italia (bandiera) | P     | Umberto Vivian       |
|    | Italia (bandiera) | C     | Massimiliano Zandali |

## Risultati

### Serie C

#### Girone di andata
| Arbitro: | Bertone (Novara) |

|                        |           |                                 |
| Severi 30’ Zandali 44’ | Marcatori | 25’, 41’ Girometta 76’ Rossetti |

| Arbitro: | Mattea (Torino) |

|                         |           |  |
| Lodi II 15’ Taverna 20’ | Marcatori |  |

| Arbitro: | Beraldi (Oneglia) |

|               |           |                                    |
| Bandirali 60’ | Marcatori | 10’ Ottolina 28’, 33’, 61’ Zandali |

| Arbitro: | Scelfo (Savona) |

|             |           |  |
| Zandali 33’ | Marcatori |  |

| Arbitro: | Novello (Dolo) |

|                  |           |  |
| Stocchi 73’, 87’ | Marcatori |  |

| Arbitro: | Candela (Genova) |

|  |           |              |
|  | Marcatori | 67’ Consonni |

| Arbitro: | Gossweiber (Torino) |

|                                             |           |          |
| Tedeschi 27’, 65’ Caldirola 30’ Gnecchi 65’ | Marcatori | 80’ Toja |

| Arbitro: | Melloni (Savona) |

|          |           |              |
| Toja 20’ | Marcatori | 54’ Barberis |

| Arbitro: | Leoni (Milano) |

|            |           |             |
| Zucchi 42’ | Marcatori | 19’ Cortese |

| Arbitro: | Perani (Bergamo) |

|                                 |           |           |
| Barboni 24’ (rig.) Ottolina 47’ | Marcatori | 70’ Ferrè |

| Arbitro: | Osti (Ferrara) |

|                           |           |                       |
| Arosio 3’, 19’ Gelosa 27’ | Marcatori | 57’ Giani 72’ Zandali |

| Arbitro: | Tommei (Savona) |

|                    |           |             |
| Barboni 40’ (rig.) | Marcatori | 17’ Benelli |

| Arbitro: | Caprioli (Mantova) |

|                  |           |                                          |
| Tagliasacchi 33’ | Marcatori | 7’, 78’ Zandali 72’ Cortese 86’ Crespi I |

| Arbitro: | Cappelli (Trieste) |

|                   |           |              |
| Crespi I 77’, 85’ | Marcatori | 69’ Casarigo |

| Arbitro: | Gianni (Lucca) |

|                                           |           |  |
| Imberti 13’, 80’ Tagliani 64’ Bertolo 86’ | Marcatori |  |

#### Girone di ritorno
| Arbitro: | Goracci (Firenze) |

|                                                |           |  |
| Girometta 30’, 46’, 87’ Cella 42’ Rossetti 60’ | Marcatori |  |

| Arbitro: | Melioli (Genova) |

|                             |           |             |
| Rogora 18’ Zandali 63’, 68’ | Marcatori | 73’ Taverna |

| Arbitro: | Brisca (Novara) |

|            |           |                |
| Severi 60’ | Marcatori | 50’ Malinverno |

| Arbitro: | Ferrari (Vicenza) |

|                                                |           |                    |
| Biraghi 13’, 36’, 42’ Belloni 20’ Canavesi 75’ | Marcatori | 88’ (aut.) Bacchio |

| Busto Arsizio 23 febbraio 1936 20ª giornata | Pro Patria      | 0 – 0 | Parma | Stadio Comunale\| Arbitro: \| Scelfo (Savona) \| |
| Arbitro:                                    | Scelfo (Savona) |       |       |                                                  |

| Arbitro: | Massironi (Milano) |

|             |           |             |
| Arienti 31’ | Marcatori | 54’ Zandali |

| Arbitro: | Ferrari (Vicenza) |

|                    |           |               |
| Zandali 41’ (rig.) | Marcatori | 76’ Caldirola |

| Arbitro: | Mendo (Verona) |

|              |           |                        |
| Cattaneo 54’ | Marcatori | 21’ Zandali 23’ Rogora |

| Arbitro: | Corradini (Bologna) |

|             |           |                           |
| Zandali 47’ | Marcatori | 19’ Rovelli 48’ Gibertoni |

| Arbitro: | Pasinato (Venezia) |

|                 |           |              |
| Prandoni II 35’ | Marcatori | 25’ Ottolina |

| Arbitro: | Tiberio (Gorizia) |

|                         |           |  |
| Tremolada 56’, 80’, 81’ | Marcatori |  |

| Arbitro: | Zavattaro (Casale Monferrato) |

|                                             |           |           |
| Benelli 3’, 66’ Zironi 22’ Vighi 50’ (rig.) | Marcatori | 31’ Borra |

| Arbitro: | Albanese (Taranto) |

|                                                            |           |             |
| Borra 18’ Tremolada 22’, 32’ Ottolina 52’ Ceriani 68’, 86’ | Marcatori | 60’ Marelli |

| Arbitro: | Barbieri (Sestri Levante) |

|                           |           |                         |
| Candiani 7’ Badà 14’, 16’ | Marcatori | 38’ Tremolada 80’ Borra |

| Arbitro: | Bettucchi (Padova) |

|  |           |             |
|  | Marcatori | 70’ Bertolo |

## Statistiche

### Statistiche di squadra
| Competizione | Punti | In casa | In casa | In casa | In casa | In casa | In casa | In trasferta | In trasferta | In trasferta | In trasferta | In trasferta | In trasferta | Totale | Totale | Totale | Totale | Totale | Totale | DR  |
| Competizione | Punti | G       | V       | N       | P       | Gf      | Gs      | G            | V            | N            | P            | Gf           | Gs           | G      | V      | N      | P      | Gf     | Gs     | DR  |
| ------------ | ----- | ------- | ------- | ------- | ------- | ------- | ------- | ------------ | ------------ | ------------ | ------------ | ------------ | ------------ | ------ | ------ | ------ | ------ | ------ | ------ | --- |
| Serie C      | .     | .       | .       | .       | .       | .       | ..      | ..           | .            | .            | .            | ..           | ..           | .      | .      | .      | .      | ..     | ..     | -.. |